# Aleksandra Taistra
Aleksandra Taistra (ur. 27 lutego 1982) – polska wspinaczka sportowa. Specjalizowała się w prowadzeniu oraz we wspinaczce klasycznej. Jako pierwsza Polka i czwarta kobieta na świecie pokonała drogę wspinaczkową o trudności VI.7 w skali Kurtyki (czyli 8c w skali francuskiej). W 2012 r. poprowadziła drogę Cosi fan tutte w Rodellar o wycenie 8c+. 
Wspina się od 1998 roku. W 2002 uczestniczyła w mistrzostwach Europy, gdzie we wspinaczce sportowej w konkurencji prowadzenie zajęła 33-36. miejsce.

## Wybrane przejścia w Polsce
- Power Play (Pochylec) VI.7 RP
- Nie dla psa kiełbasa (Pochylec) VI.7 RP
- Nieznośna lekkość bytu (Jaskinia Mamutowa) VI.7 RP
- Ekspozytura szatana (Pochylec) VI.6+ RP[2]
- Rydwany Ognia Direct (Łaskawiec) VI.5 Flash[3]
- Metallica (Mnich, Tatry) IX RP (przejście indywidualne)[4]
- Sekretna Rysa (Sokoliki) VI.4 RP HP (TRAD)[5]

## Wybrane przejścia za granicą
- Cosi fan tutte (Rodellar,  Hiszpania) 8c+ RP
- Mind Control (Oliana,  Hiszpania) 8c/c+ RP[6]
- Fish Eye (Oliana,  Hiszpania) 8c RP[7]
- Kalliste (Archidona,  Hiszpania) 8c RP
- Die Hard (Ferentillo,  Włochy) 8c RP
- El Gran Blau (Oliana,  Hiszpania) 8b+/c RP[8]
- Full Equip (Oliana,  Hiszpania) 8b+/c RP[9]
- Viaggio=Infinito 8b+ (Sperlonga,  Włochy) 8b+ RP[10]
- Los Humildes pa Casa (Oliana,  Hiszpania) 8b+ RP[11]
- Sin Perdon (Perles,  Hiszpania) 8b+ RP[12]
- China Crisis (Oliana,  Hiszpania) 8b+ RP[12]
- Pequena estrella (Rodellar,  Hiszpania) 8b+ RP
- Geminis (Rodellar,  Hiszpania) 8b+ RP
- Brujeria (La Muela,  Hiszpania) 8b+ RP
- Aspid (Figols,  Hiszpania) 8b RP
- Aonvolsna (Tres Ponts,  Hiszpania) 8b RP
- Rosa Mágica (La Muela,  Hiszpania) 8a+ OS
- Les aîles du désir (Gorges du Tarn,  Francja) 8a OS
- Talibania (El Chorro,  Hiszpania) 8a OS
- Kalo Uomo (Ceselli,  Włochy) 8a Flash
- Les Colonnetes (Ceuse,  Francja) 7c+ OS
- Salsicia Power (Sperlonga,  Włochy) 7c+ OS
- Linea Antieta (Caso,  Włochy) 7c+ OS
- Carcassone (Frankenjura,  Niemcy) UIAA 9 OS

## Nagrody
Trzykrotnie była finalistką Nagrody Środowisk Wspinaczkowych „Jedynka”, w 2004 r. (2. miejsce) za Pochylec, Power Play, VI.7, pierwsze kobiece VI.7, prawdziwy wyczyn wymagający wielkiej determinacji, pracy i talentu, w 2005 r. za przejścia skalne, wiele bardzo trudnych dróg w stopniu do 8b i VI.7 (Nie dla psa kiełbasa, Nieznośna lekkość bytu) i w 2007 r. za dwie drogi 8c w jednym sezonie: Die Hard 8c, Geminis 8c (?).